# Harry Evers
Henricus Maria (Harry) Evers (Tilburg, 20 mei 1918 – Veldhoven, 1991) was een Nederlandse politieman en oorlogsmisdadiger.

## Levensloop
Evers groeide op bij zijn grootouders die naar Antwerpen verhuisden toen hij negen jaar oud was, alwaar hij naar de middelbare school ging. Hij behaalde er zijn diploma Hogere Handelshumaniora, wat vergelijkbaar is met de Nederlandse H.B.S.. Tevens behaalde hij aan het conservatorium van Merksem een diploma pianospel. Om zijn Nederlandse dienstplicht te vervullen, keerde hij in 1937 terug naar Nederland. Hij tekende voor 5 jaar en klom op tot de rang van sergeant. Tijdens de meidagen van 1940 nam Evers deel aan de gevechtshandelingen bij Zevenbergschen Hoek en kwam ten slotte in Zeeland terecht. Daarna meldde hij zich aan bij de Opbouwdienst, later Nederlandse Arbeidsdienst geheten. Op 15 juli 1940 werd hij ontslagen omdat zijn onderdeel opgeheven werd.
In augustus 1940 kwam Evers in dienst van de Dordtse gemeentepolitie als agent tweede klasse, waar hij werkte in de straatdienst. In het najaar van 1941 werd hij rechercheur bij de afdeling prijsbeheersing waar hij in februari 1942 werd bevorderd en de leiding kreeg over deze afdeling. In september 1942 trad Evers toe tot de politieke politie, een onderdeel van de gemeentepolitie. Tevens werd Evers gedetacheerd bij de Sicherheitsdienst en verrichtte hij de arrestatie van een groot aantal joden en verzetsmensen, of bood hulp bij de Jodenvervolging in Dordrecht. Tijdens het samenwerken met de Duitse bezettingsmacht bediende hij zich van diverse schuilnamen, waaronder Herman en Mario. Hij was een antisemiet.
Evers heeft een belangrijke rol gespeeld bij de arrestatie in april 1944 van de verzetsleider Sytze Roelof Beinema. Collega's van Evers wilden de huiszoeking beëindigen omdat er niets aangetroffen werd. Evers gaf echter niet op en niet veel later werd in de kelder van Beinema veel belastend materiaal gevonden. Beinema werd 11 augustus 1944 in Kamp Vught gefusilleerd.
De Duitse Sturmbannfuhrer Herbert Wölk verklaarde na de oorlog dat Evers samen met zijn collega Arie den Breejen voor elke opgepakte jood een zogenaamde Kopfprämie had gekregen. Toen Evers hiermee geconfronteerd werd, bekende hij dat hij eerst 10 gulden voor elke opgepakte jood had gekregen en later 25 gulden. Hij zou het geld echter nooit hebben willen aannemen, maar kon het niet weigeren. Tijdens het proces tegen Evers verklaarde zijn moeder dat het inderdaad voor hem niet mogelijk was het geld te weigeren. Het geld zou volgens de zuster van Evers naar een joodse tante zijn gestuurd.
Evers heeft altijd volgehouden dat zijn houding tegenover joden een dekmantel was voor zijn steun aan de illegaliteit. Pas op het eind van 1944, toen het oprukkende Canadese leger het Hollandsch Diep aan de overzijde bij Dordrecht had bereikt, werd Evers door de Dordtse verzetsleiding uit de groep van de Wilhelminakerk, opgenomen in de Binnenlandse Strijdkrachten.
Evers is zeer omstreden. Sommige personen uit de illegaliteit steunden hem, anderen verguisden hem.
Het Bijzonder Gerechtshof in Den Haag veroordeelde Evers vanwege collaboratie en steun aan de bezetter op 10 maart 1948 tot acht jaar gevangenisstraf. In 1950 werd hij in hoger beroep door de Bijzondere Raad van Cassatie in 's-Hertogenbosch veroordeeld tot drieënhalf jaar gevangenisstraf. Daar deze straf gelijk was aan de periode van de inmiddels uitgezeten straf werd hij direct vrijgelaten. 